# Bensoktamin

Strukturformel för bensoktamin

Bensoktamin (IUPAC-namn N-metyl-9,10-etanoantracen-9(10H)-metanamin, summaformel C18H19N) är ett lugnande medel (ataraktika) tillhörande gruppen dibenso-bicyklo-oktadienderivat. Det har ATC-kod N05BD.